# Ley de góndolas
La ley de Fomento de la Competencia en la Cadena de Valor Alimenticia, más conocida como ley de góndolas, fue una legislación argentina creada con el propósito de potenciar la competencia, diversificar la oferta y romper monopolios en industrias alimenticias y transparentar los precios.
Establece que una misma marca no podía superar el 30% del espacio disponible en la góndola que comparte con productos de similares características para así frenar conductas monopólicas y favorecer la competencia y la participación de pymes.
La ley tuvo media sanción en la Cámara de Diputados en noviembre de 2019 con 182 votos afirmativos y 17 abstenciones. El 29 de enero de 2020, el presidente Alberto Fernández la incluyó en el temario de sesiones extraordinarias y el Senado la aprobó con 56 votos a favor y 4 abstenciones.
El 20 de diciembre de 2023 el presidente Javier Milei anuncia su derogación a través del Decreto de Necesidad y Urgencia 70/2023.

## Antecedentes
Suele citarse como una influencia sobre el proyecto elaborado en Argentina a la ley de góndolas de Ecuador. En 2016 Alfonso Prat-Gay, para ese entonces Ministro de Hacienda del gobierno de Mauricio Macri, reconoció la ley ecuatoriana y transmitió su interés por imitarla en Argentina, para así aumentar la competitividad de las pymes. 

## Debate en el congreso

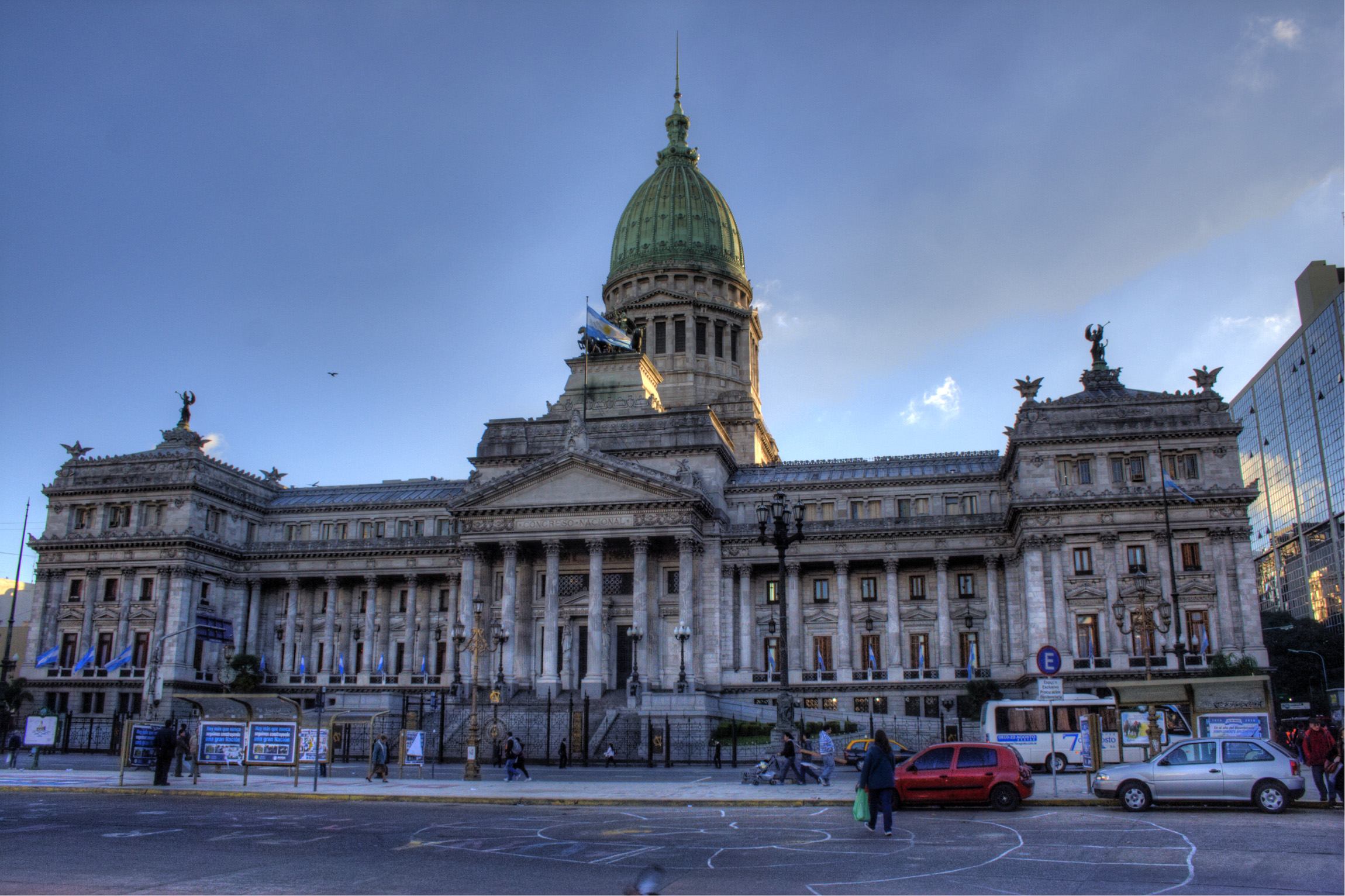
Congreso de la Nación Argentina

### Cámara de diputados
El 23 de abril de 2019 comenzaron a tratarse los anteproyectos de ley en la Comisión de Defensa del Consumidor, del Usuario y de la Competencia de la Cámara de Diputados. Existían cinco propuestas diferentes para la ley propuestas por diferentes políticos y actores de la sociedad civil:
- Víctor Domingo Fera (dueño de Maxiconsumo)
- Marcela Passo (Frente Renovador)
- Alfredo Olmedo (Salta somos todos)
- Adriana Nazario (Córdoba Federal)

El 21 de mayo se realizó un plenario de comisiones donde el Frente Renovador junto al FPV-PJ logró dictamen favorable para su anteproyecto.
Durante el debate en el recinto la diputada Carrió expresó:

"Si se tienen que fundir los supermercados y tienen que renacer los almacenes, mejor para la historia del país."

El miércoles 20 de noviembre fue debatido en la sesión de la Cámara de Diputados, en la cual obtuvo su aprobación con 182 votos a favor, 17 abstenciones (en su mayoría pertenecientes a Cambiemos) y ningún voto en negativo.

### Senado
En enero de 2020 el Poder Ejecutivo decidió que el proyecto fuera tratado durante las sesiones extraordinarias del congreso. Fue enviado originalmente a tres comisiones del Senado: Legislación General; Industria y Comercio; y Derechos y Garantías pero finalmente se acordó que solo interviniera la primera de ellas. El 18 de febrero de 2020 obtuvo dictamen favorable en la Comisión de Legislación General.
El 28 de febrero, último día de las sesiones extraordinarias, comenzó a tratarse el proyecto de ley.  
Martín Lousteau (Juntos por el Cambio) anunció su abstención indicando que:

"Coincido en que hay un montón de prácticas que son anticompetitivas, de abuso de posición dominante, discriminatorias, pero no necesitamos leyes que celebremos el día de la sanción pensando que van a solucionar el problema y después demostrar la falta de decisión en aplicar las leyes que pueden resolver el problema e inclusive en aplicar las que sancionemos”.

Su compañero de bancada, Luis Naidenoff, también se mostró a favor de utilizar los mecanismos que proveen las leyes vigentes:

“El gobierno puede utilizar Precios Cuidados para acercar los productos de la economía popular a las góndolas”

El proyecto fue aprobado sin modificaciones, con 56 votos afirmativos y 4 abstenciones.

## Puntos principales de la ley
El texto de la norma busca lograr una distribución "equitativa" de las góndolas de los supermercados con facturación mayor a 170 millones de pesos o que cuenten con más de 325 empleados. De esta forma, se logra excluir a los almacenes y supermercados que no alcancen tal piso de facturación.
Los puntos principales son los siguientes:
- En góndolas y locaciones virtuales debe haber un 30 por ciento de tope de espacio disponible por marca.
- Se establece que los supermercados deben ofrecer un mínimo de cinco proveedores de un mismo producto por góndola[15]
- El proyecto dispone que en góndolas y locaciones virtuales deberá reservarse un 25% del espacio disponible para productos elaborados por micro empresas y pequeñas empresas nacionales.[15]
- A su vez, en las islas de exhibición y exhibidores contiguos a las cajas se debe reservar un 50% del espacio para productos elaborados por pequeñas y medianas empresas (PYMEs).[15]
- Se establece la prohibición del alquiler de espacios preferenciales en góndolas o locaciones virtuales, al considerarse ésta una "exclusión anticompetitiva".[15]
- Determina que los productos de menor valor no pueden estar ubicados en sectores de escasa visibilidad  o de incómodo alcance al consumidor, sino colocados a "una altura equidistante entre el primer y último estante" de la góndola.[15] Después de todo, autores como Richard Thaler han propuesto en su teoría de los “empujones” (Nudges) que colocar, por ejemplo, la comida saludable en el estante del supermercado que queda más a la altura de la vista de los clientes empujaría a la persona a comprarlo por hacer más fácil su visualización, incrementando de este modo sus ventas.[16]
- En locaciones virtuales o e-markets los productos de menor valor deberán publicarse "en la primera visualización de productos de la categoría en cuestión".[15]

## Críticas
Hay quienes la defienden por su intención de regular la competencia e impulsar a las pequeñas empresas, mientras que otros[¿quién?] critican que límite del 30% por grupo empresario es considerado poco factible en algunos sectores, como el de la cerveza, en el que empresas como AB InBev y CCU dominan el 98% del mercado.

## Opiniones de empresarios
Mientras la ley era tratada en Diputados el empresario Martín Cabrales, financista de la campaña de Mauricio Macri r integrante de la Coordinadora de las Industrias de Productos Alimenticios (Copal) se mostró contrario a la ley considerando la excesiva

"Es muy difícil de aplicar porque establece porcentajes dentro de la góndola que tendría que tener cada empresa o sector productivo y el lugar donde tienen que ubicarse los productos. 

En oposición, Ariel Aguilar, empresario y vicepresidente de la Confederación Empresaria Argentina (CGERA), en una nota brindada a CNN Radio, se mostró a favor de la iniciativa por la obligación a supermercados de diversificar la oferta de sus productos con el fin de evitar oligopolios o abusos de “posición dominante”: 

"cualquier medida que vaya en sentido de desconcentrar la economía, en cualquiera de los eslabones de la cadena, me parece más que interesante”.

El dueño de la cadena Maxiconsumo, Víctor Fera, declaró:

"Es lo mejor que le va a pasar al país porque va a regular el mercado. El diputado que vote en contra está traicionando a los argentinos, a la gente que le dio el poder; está traicionando a la patria”.